# Rukmini

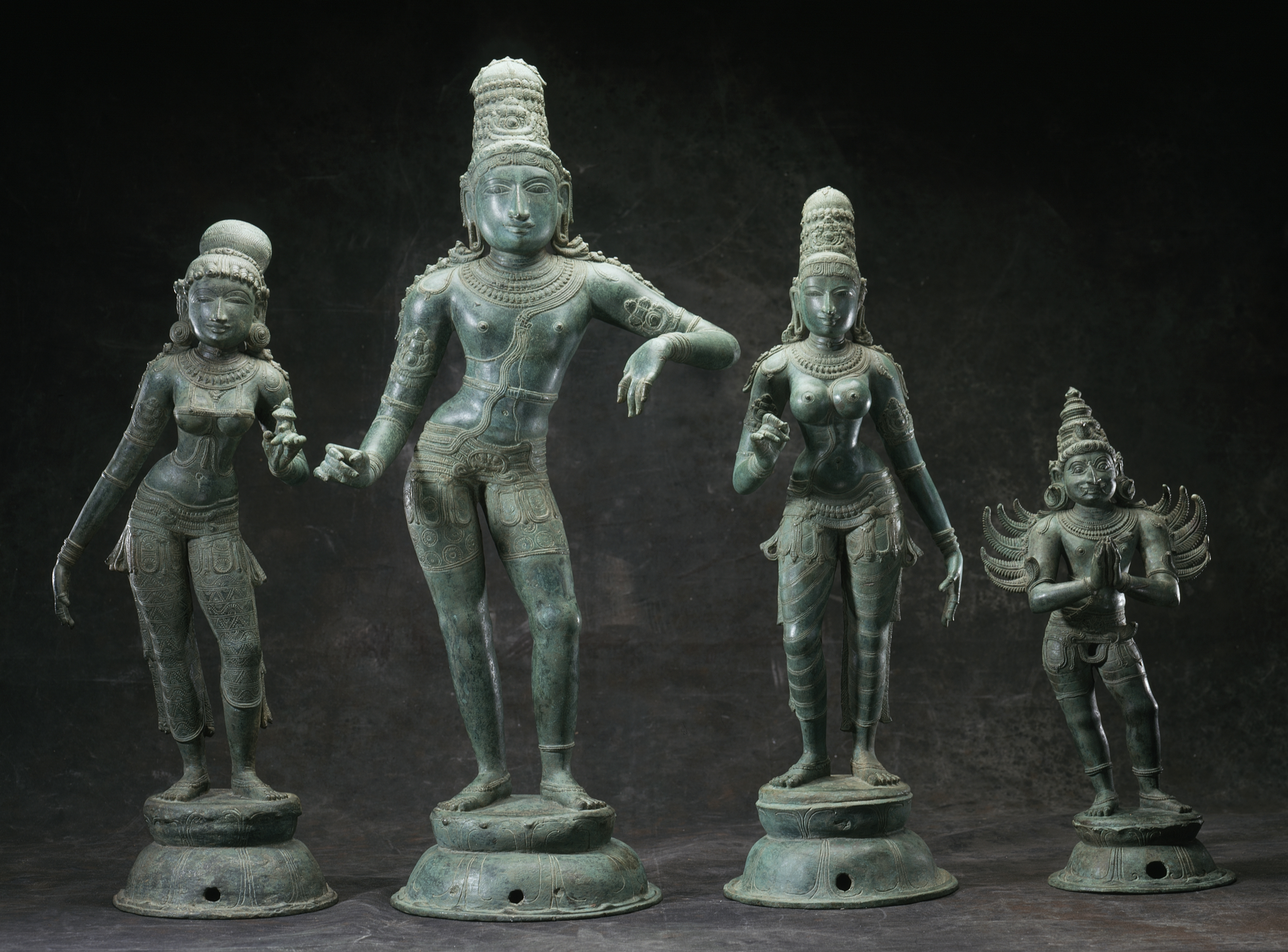
Rukmini, Krishna, Satyabhama en Garoeda, 12e-13e eeuw

Rukmini (ook wel Rukhmani) is een avatara van Lakshmi in de hindoeïstische mythologie. Ze komt voor in de Bhagavata Purana en de Mahabharata. 
Ze is de vrouw van Krishna. Van de meer dan zestienduizend koninginnen van Krishna is zij de eerste en meest prominente. De zonen van Krishna en Rukmini zijn Pradyumna, Charudeshna, Sudesna, Charudeha, Sucharu, Charugupta, Bhadracharu, Charuchandra, Vicharu en Charu.
Rukmini of Rakhumai wordt in Pandharpur in Maharashtra aanbeden als vrouw van Vithoba (een vorm van Krishna).